# Jomfru Ane Band
Jomfru Ane Band var et dansk rockband dannet 1977 i Aalborg der, med udgangspunkt i Jomfru Ane Teatret, prægede den politiske musikscene i Danmark fra slutningen af 1970'erne. Tvillingesøstrene Rebecca Brüel og Sanne Brüel arbejdede i Jomfru Ane Teatret, var aktive i kvindebevægelsen, og det vokale centrum i bandet, såvel på plade som ved koncerter. Fra Jomfru Ane Bands første studiealbum Jomfru Ane (1977) blev særlig agitpop-skæringerne "Plutonium" med tekst af Hans Kragh-Jacobsen, og "Rebild '76" med Claus Flygares indignerede poesi berømt. Sange på dette album var oprindelig opført i Jomfru Ane Teatret i de tre teaterstykker Atomslagstykket - de hellige køer og den sidste olie, Forår i Danmark og Kraft knus'me nej, der ligesom Jomfru Ane Band var præget af modstand mod atomkraft. Jomfru Ane Band arrangerede sammen med teatergruppen Solvognen protest til USA's 200 års fødselsdag i Rebild Bakker, hvor indianere stod langs randen af bakkerne. Omkring 50 aktivister blev anholdt. Jomfru Ane Band blev opløst i 1983, men genforenet til nogle koncerter i 2003.

## Brødristeren
Jomfru Ane Bands første studiealbum Jomfru Ane med en brødrister på coveret er inspireret af myten om jomfru Ane Madsdatter Viffert, som Jomfru Ane Gade også er opkaldt efter. Claus Flygare, der skrev tekster til Jomfru Ane Teatret, har fortalt: "Jomfru Ane havde en søster der hed Regitze. En dag havde en af dem fået et barn. Der var åbenbart usikkerhed om, hvem der var mor til barnet. Formentlig var det Regitze, der var moren, men hun fik tørret den af på sin søster, der så blev dødsdømt pga. utugt."

## Medlemmer
- Rebecca Brüel (sang, klaver)
- Sanne Brüel (sang, guitar, klaver)
- Jan Ettrup (guitar)
- Carsten Bang (sang, guitar)
- Thomas Carlsen (bas)
- Claus Flygare (tekster)
- Jette Bastian Michaelsen (tekster)
- Bjørn Uglebjerg (trommer)
- Ulla Tvede Eriksen (trommer)
- Hans Holbroe (saxofon)
- Perry Stenbäck (Guitar)
- Michael Friis (Bas)
- Simon Harder (Guitar)
- Niels Pedersen (sax)
- Thomas Grue (guitar)
- Peter Ingemann (cello)
- Anders Gårdmand (sax)
- Joachim Ussing (bas)

## Diskografi

### Studiealbummer
- Jomfru Ane (1977)
- Rock me baby (1978)
- Blodsugerne (1980)
- Bag din ryg (1982)

### Livealbummer
- Stormfulde højder (1977)

### Singler
- Hva' ska' væk... / Plutonium (1980)
- Hjernevask / Okker gokker gummi-whopper (1982)

### Opsamlinger
- Hej igen (2002)

## Eksterne links
- jomfruaneband.dk (arkiveret)
- Jomfru Ane Band på Discogs
- Jomfru Ane Band på MusicBrainz

| Musikgruppe | Spire Denne artikel om en dansk musikgruppe er en spire som bør udbygges. Du er velkommen til at hjælpe Wikipedia ved at udvide den. |